# Río Colorado (Maule)
El río Colorado, es un curso natural de agua que nace en los falderos del volcán Pellado y fluye en dirección NE y desemboca en el río Maule.

## Trayecto
El río Colorado nace en el volcán Pellado y fluye en dirección NE paralelo al río Melado, en su trayecto atravesando con su caudal mueve la central hidroeléctrica Río Colorado,: 384  y desemboca en el río Maule.

## Caudal y régimen
El río Colorado tiene un caudal de 2 x 5,5 m³/s con la central hidroeléctrica Río Colorado,

## Población, economía y ecología
En su recorrido atraviesa la central hidroeléctrica Río Colorado